# الکساندر با
الکساندر با (انگلیسی: Alexander Bah؛ زادهٔ ۹ دسامبر ۱۹۹۷) بازیکن فوتبال اهل دانمارک است.
از باشگاه‌هایی که در آن بازی کرده‌است می‌توان به باشگاه ورزشی بنفیکا، باشگاه فوتبال اسلاویا پراگ، و باشگاه فوتبال سوندریوسکه اشاره کرد.
وی همچنین در تیم‌های ملی فوتبال زیر ۲۱ سال دانمارک، و دانمارک بازی کرده‌است.